# Per-Olov Brasar
Per-Olov "Peo" Brasar, född 30 september 1950, är en svensk travtränare och kusk samt före detta ishockeyspelare. 
Per-Olov Brasar är hockeyfostrad i Leksands IF med vilka han vann junior-guld i SM och även tre senior SM-guld. Han blev sedermera professionell i NHL i Minnesota North Stars och Vancouver Canucks där han gjorde succé. Han korades till exempel till årets nykomling i Minnesota North Stars 1978. Han avslutade sin karriär i Mora IK 1984, men fortsatte inom Leksands IF som styrelseledamot under ett antal år.
Efter sin hockeykarriär har Per-Olov Brasar skapat sig en framgångsrik karriär som travkusk och hästuppfödare. 

## Meriter
- VM-silver 1977
- VM-brons 1974, 1975, 1976
- VM-fyra 1978
- Canada Cup-fyra 1976
- SM-guld 1973, 1974, 1975
- Junior SM-guld 1970, 1971
- Rinkens Riddare 1977

## Klubbar
- Leksands IF 1969-1977 Allsvenskan och Elitserien
- Minnesota North Stars, 1977-1980, NHL
- Vancouver Canucks, 1980-1982, NHL
- Leksands IF 1982-1983 Elitserien
- Mora IK 1983-1984 Division 1